# Trichocephala flavosignata
Trichocephala flavosignata är en skalbaggsart som beskrevs av Moser 1916. Trichocephala flavosignata ingår i släktet Trichocephala och familjen Cetoniidae. Inga underarter finns listade i Catalogue of Life.